# Vatan
Vatan é uma comuna francesa na região administrativa do Centro, no departamento de Indre. Estende-se por uma área de 29,74 km² e segundo o censo de 1999 tinha 2 022 habitantes (densidade: 68 hab./km²).